# Johann Gansch
Johann Gansch (* 30. August 1925 in Kirnberg an der Mank, Niederösterreich; † 4. März 1998 in Melk) war ein österreichischer Komponist. Er zählt zu den bedeutendsten österreichischen Komponisten und Pädagogen für Blasmusik in der zweiten Hälfte des 20. Jahrhunderts.

## Leben
Johann Gansch wurde als Sohn eines Regimentsmusikers geboren. Seine erste musikalische Ausbildung erhielt er 1933 bei seinem Vater. Im Zweiten Weltkrieg musste er Wehrdienst leisten und wurde großteils in Norwegen eingesetzt. Bereits 1949 wurde Johann Gansch Kapellmeister in Kirnberg, wo er eine Jugendkapelle gründete und als Lehrer unterrichtete. 1972 gründete er in weiterer Folge die Stadtkapelle Melk, die er bis 1988 leitete. Er ist Vater von zwei Söhnen, Hans Gansch und Thomas Gansch, die beide Trompeter sind und von drei Töchtern, die auch alle ein Instrument lernten.

## Auszeichnungen
- Goldenes und Großes Ehrenzeichen für Verdienste um die österreichische Volksmusik
- Ehrenmedaille in Gold des Niederösterreichischen Blasmusikverbandes
- Pioniernadeln in Silber und Gold durch das Kommando des Heerespionier-Bataillons Melk[1]

## Werk
Johann Gansch widmete sich seiner besonderen Begabung, dem Komponieren. Er schrieb etwa 170 Märsche, Polkas, Walzer und auch Weisen.